# Джаз в саду Эрмитаж
Джаз в саду «Эрмита́ж»  — старейший в Москве международный джазовый фестиваль. Проходит ежегодно с 1998 года на открытом воздухе в саду «Эрмитаж». Фестиваль длится два дня, вход свободный.

## История
В 1994 году Михаил Грин, один из основателей «Джаз в саду „Эрмитаж“», по приглашению своих французских друзей журналиста Жана Кеаяна и его жены Нины посетил Nice Jazz Festival. Мероприятие проходило на нескольких площадках в Ницце под открытым небом, там выступали певец и пианист Рэй Чарльз, пианист Хорас Силвер, певица Сезария Эвора. В 1997 году Грин совместно с композитором и бас-гитаристом Алексом Ростоцким открыли свой джаз-клуб «Земля птиц».
В 1997 году директор сада «Эрмитаж» Владимир Рудый предложил провести джазовый фестиваль на территории парка. Изначально мероприятие устраивалось без поддержки спонсоров и государства. Впервые оно состоялось в 1998 году, открытие пришлось на середину дефолта, но учредителям удалось окупить вложения. За три дня фестиваль посетило около пяти тысяч человек, хотя рекламных акций для него не проводилось.
В 1999 году второй фестиваль посетил польский джаз-ансамбль , а с 2000 года на мероприятие стали приезжать исполнители из других стран Европы, США и Латинской Америки. Всего в программе фестиваля участвовали 22 страны, мероприятие проходит в соотношении 40 % зарубежных исполнителей и 60 % российских.
До 2011 года включительно фестиваль проходил в течение трёх дней. С 2012 года он стал проводиться при поддержке городских властей и Минкульта, формат изменили на двухдневный, а вход сделали бесплатным. На площадке выступают пять ансамблей в день. За последние годы фестиваль посетили более 130 тысяч человек. В 2013 году на XVI Московском фестивале «Джаз в саду „Эрмитаж“» ночные джем-сешнс проходили в клубе «Эссе», в них участвовали народный артист России, гитарист Алексей Кузнецов, польский саксофонист Мачей Кочиньски, американский саксофонист-импровизатор Джордж Гарзон и другие.
В 2017 году юбилейный XX джаз-фестиваль вошёл в тройку лучших фестивалей в России. Мероприятие транслировалось онлайн. На этот фестиваль были дополнительно приглашены аниматоры и фотографы, на мероприятии проходили конкурсы и викторины, детская программа «Сделано в Картонии», где можно было из картона и пластмассы сделать музыкальные инструменты. Взрослые участвовали в демонстрации технологии TouchMe от команды Playtronica: благодаря технологии каждый человек звучал как музыкальный инструмент. Также на фестивале проходили мастер-классы по обучению джазовым танцам.

## Участники фестиваля

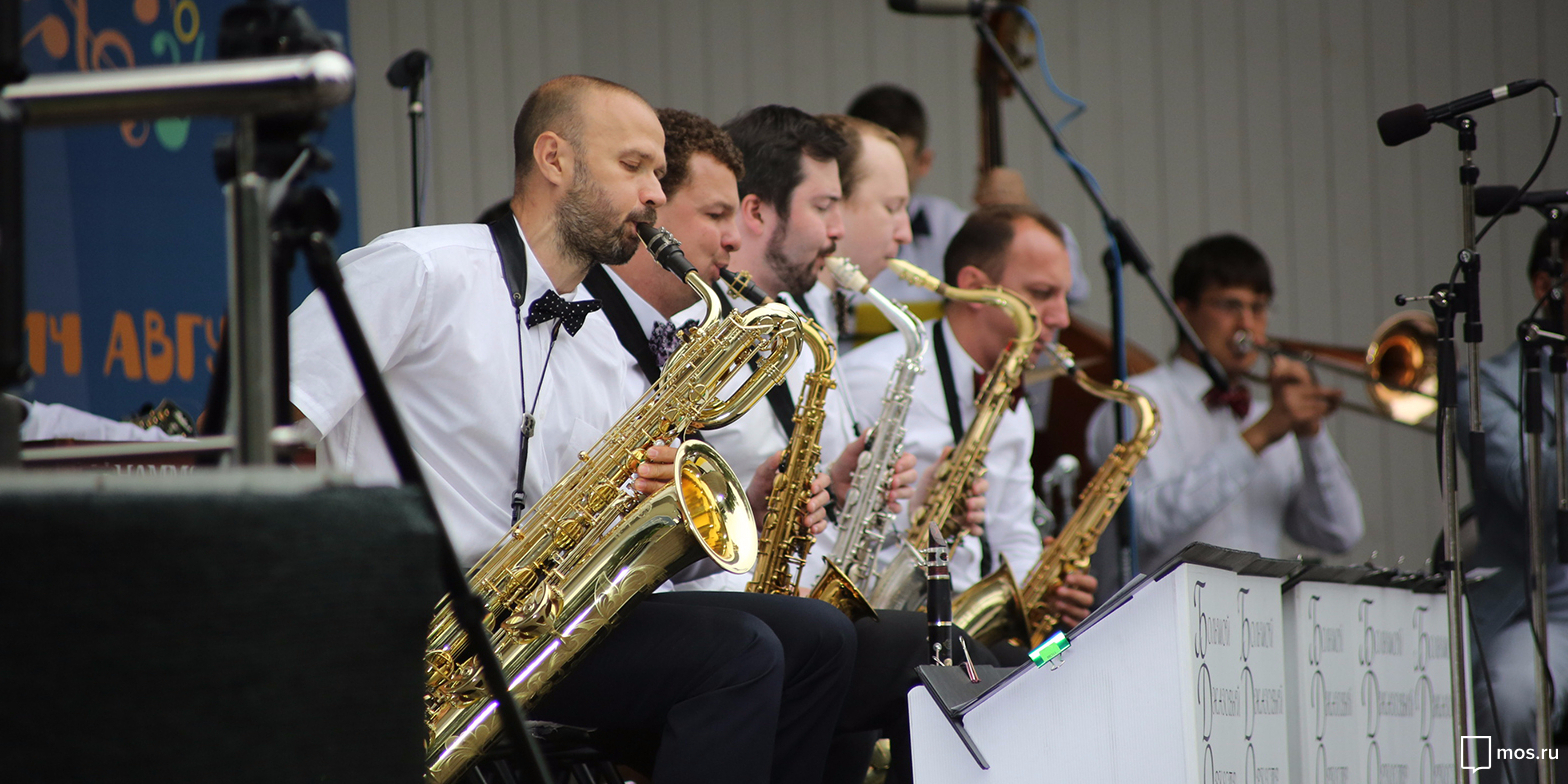
Выступление джазового ансамбля на XX фестивале, 2017 год

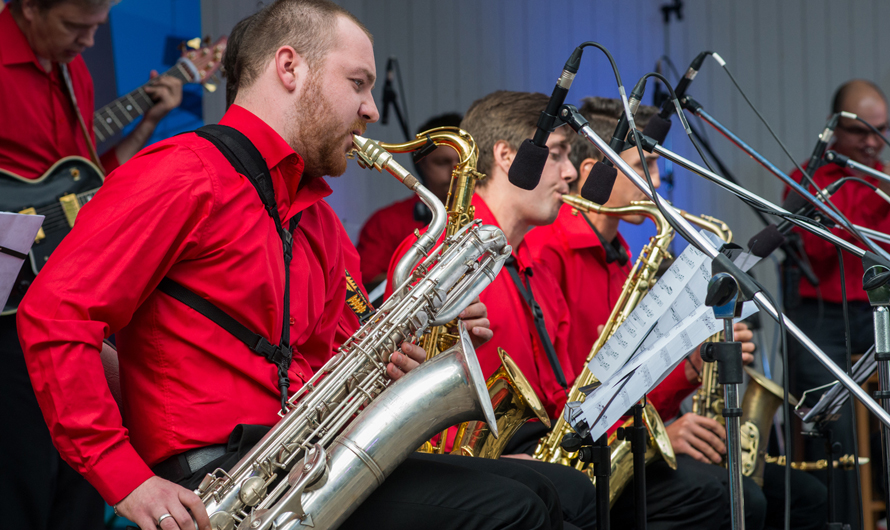
Выступление саксофонистов на XIX фестивале, 2016 год

### Российские
- Контрабасист Игорь Уланов
- Оркестр Всеволода Данилочкина "Горячая девятка"
- Квартет барабанщика Павла Тимофеева
- Большой джазовый оркестр «The Beatles в джазе»
- Пианист Алексей Подымкин[13].
- Певица Юлиана Рогачева
- Гитарист Роман Мирошниченко
- Пианист Алексей Чернаков
- Певица Алина Ростоцкая[14]
- Семейный ансамбль братьев Бриль[15]
- Певица Анастасия Лютова
- Квинтет Антона Горбунова
- Ансамбль солиста оркестра Игоря Бутмана
- Саксофонист Азат Баязитов
- Квинтет народного артиста России Алексея Кузнецова
- Джазовые аккордеонисты Владимира Данилина[16]
- Биг-бэнд «Орфей»
- Певица Анна Бутурлина[17]
- Трио барабанщика Евгения Рябого
- «Джаз-Бас Театр» бас-гитариста Алекса Ростоцкого
- Ансамбль Sky Music саксофониста Олега Киреева
- «Ничей Квартет»
- «Тромбон-Шоу» Макса Пиганова[18]
- Ансамбль Валерия Пономарёва[19]
- «Академик-Бэнд» Анатолия Кролла
- «Ансамбль Классического Джаза» саксофониста Валерия Киселёва
- Алексей Подымкин ансамбль «Newton»
- Саксофонист Александр Пищиков[20]
- Саксофонист Алексей Козлов
- Саксофонист Игорь Бутман
- Саксофонист Георгий Гаранян
- Скрипач Давид Голощекин
- Трубач Герман Лукьянов
- Пианист Владимир Данилин
- Валторнист Аркадий Шилклопер[21]
- Пианист Яков Окунь[19]
- Оркестр имени Олега Лундстрема
- Скрипач Феликс Лахути в сопровождении «Фанки-Лэнд»[20]
- Ансамбль «Маримба Плюс»
- Jazz Dance Orchestra[22]

### Зарубежные
- Певица Суит Беби Джей, США
- Саксофонист Радован Таришка, Словакия, Россия[13]
- Группа Gradischnig – Kent 4te, Австрия
- Квинтет трубача Алекса Сипягина, США
- Саксофонист Уилл Винсон, США[14]
- Саксофонист Лу Табакин, США[23]
- Певица Шарон Кларк, США
- Женщина-трубач Михаэла Рабич, Австрия
- Гитарист Роберт Павлик, Австрия [15]
- Певица Ада Дайер, США
- Трубач Джейсон Палмер, США
- Трио Йорга Ляйхтфрида, Австрия
- Саксофонист Вольфганг Пушниг, Австрия[17]
- Чико Фримен[англ.], США[19]
- Трубач Джереми Пелт, США
- Барабанщик Дональд Эдвардс, США
- Саксофонист Грег Тарди, США
- Трио Адама Вендта, Польша
- Ансамбль Ульриха Дрекслера, Австрия[18]
- Саксофонист Майк Трэйси, США
- Пианист Лэрри Уиллис, США[24]
- Крейг Ханди[англ.], США[25]
- Пианист Джордж Коллиган, США
- Скрипач и саксофонист Михал Урбаняк[англ.], Польша, США
- Пианист Адам Макович, США
- Коллектив саксофониста Карла Хайнца Миклина, Австрия[26]
- Певица Сэнди Паттон с Трио Евгения Рябого, США, Россия
- Трио Артура Дуткевича с музыкой Джимми Хендрикса, Польша[19]
- Кларнетист Антти Сарпила[англ.], Финляндия
- Группа World Trio, Россия, США, Израиль
- Ансамбль Made in France, Франция, Великобритания[22]
- группа Pago Libre
- Контрабасист Дмитрий Колесник, США
- Трубач Джим Ротонди[англ.]
- Барабанщик Джин Джексон, США
- Ансамбль Валерия Киселёва, вокал Каунт Бейси, Деннис Роуленд, США
- Саксофонист Ян Пташин-Врублевский, Польша
- Группа «Тригон», Молдова
- Трубач Петр Войташик, Польша
- Квартет Владимира Нестеренко, Украина
- Саксофонист Тони Лакатош, Германия[27]
- Квартет саксофониста Збигнева Намысловского, Польша
- Квинтет трубача Мишеля Марра, Франция
- Саксофонист Джеймс Сполдинг[англ.], США
- Саксофонист Александр Пищиков, Украина[20]
- Гари Барц[англ.], США
- Трубач Рэнди Брекер, США
- Саксофонист Донни Макказлин, США
- Певица Дебора Браун, США
- Пианист Дэйв Кикоски, США
- Саксофонист Рон Блэйк, США
- Певец Деннис Роленд[англ.], США[21]